# کلیرفیلد (تنسی)
کلیرفیلد (به انگلیسی: Clairfield) یک منطقهٔ مسکونی در ایالات متحده آمریکا است که در تنسی واقع شده‌است. کلیرفیلد ۳۳۸٫۹۴ متر بالاتر از سطح دریا واقع شده‌است.